# Magika no Kenshi to Shōkan Maō
Magika no Kenshi to Shōkan Maō (魔技科の剣士と召喚魔王 lit. Mago Espadachín e Invocador?) es una serie de novelas ligeras escritas por Mitsuki Mihara e ilustradas por CHuN. Una adaptación de manga por Meng Lun comenzó su serialización el 22 de marzo de 2014 en la revista Gekkan Comic Alive. Un CD drama se estrenó el 25 de febrero de 2015.

## Argumento
Hace 15 años el mundo descubrió la magia, además de los seres míticos en otra dimensión. Los humanos aprendieron a invocar a estos peligrosos seres míticos y usar sus poderes para un gran efecto. Siete países formaron contratos con estos “dioses” y ganaron su lealtad como resultado. Los dioses escogerán a su invocador en su 14° cumpleaños y les darán su estigma. Debido a esto se han establecido escuelas para entrenar a los invocadores y espadachines mágicos. 15 años después de descubrir la magia, Kazuki Hayashizaki es escogido como invocador y se le dio el estigma que lo identifica como tal. Esto es sorprendente porque los hombres no son escogidos como invocadores debido a su baja cantidad de mana comparado con las mujeres. Como el primer hombre en convertirse en un invocador Kazuki esta bajo el ojo crítico de casi todos.

## Personajes
Kazuki Hayashizaki (林崎 一樹 Hayashizaki Kazuki?)
Seiyū: Sōma Saitō
Remegeton (レメゲトン?)
Seiyū: Mariko Honda
Mio Amasaki (天咲 美桜 Amasaki Mio?)
Seiyū: Ayane Sakura
Otonashi Kaguya (音無 輝夜 Kaguya Otonashi?)
Seiyū: Haruka Terui
Hikaru Hoshikaze (星風 光 Hoshikaze Hikaru?)
Seiyū: Manami Numakura
Koyuki Hiakari (氷灯 小雪 Hiakari Koyuki?)
Seiyū: Ayaka Suwa
Charlotte Liebenfrau (シャルロッテ・リーベンフラウ Sharurotte Rībenfurau?)
Kanae Hayashizaki (林崎 鼎 Hayashizaki Kanae?)
Seiyū: Risa Taneda
Liz Liza Westwood (リズリザ・ウェストウッド Rizu Risa Uesutouddo?)
Torazō Yamada (山田 寅蔵 Yamada Torazō?)
Seiyū: Inoue Jun
Iori Kamiizumi (上泉 伊織 Kamiizumi Iori?)
Kohaku Hikita (疋田 琥珀 Hikita Kohaku?)
Kazuha Tsukahara (塚原 一羽 Tsukahara Kazuha?)
Kaya (香耶?)
Seiyū: Yukari Fukui
Loki (ロキ Roki?)
Seiyū: Yuichiro Umehara

## Medios de comunicación

### Novela ligera
| N.º | Fecha de lanzamiento    | ISBN                   |
| --- | ----------------------- | ---------------------- |
| 1   | 25 de abril de 2013     | ISBN 978-4-04-066655-6 |
| 2   | 25 de julio de 2013     | ISBN 978-4-04-066656-3 |
| 3   | 25 de octubre de 2013   | ISBN 978-4-04-066031-8 |
| 4   | 24 de enero de 2014     | ISBN 978-4-04-066211-4 |
| 5   | 25 de abril de 2014     | ISBN 978-4-04-066716-4 |
| 6   | 25 de julio de 2014     | ISBN 978-4-04-066914-4 |
| 7   | 25 de noviembre de 2014 | ISBN 978-4-04-067171-0 |
| 8   | 25 de febrero de 2015   | ISBN 978-4-04-067402-5 |
| 9   | 25 de junio de 2015     | ISBN 978-4-04-067650-0 |
| 10  | 23 de octubre de 2015   | ISBN 978-4-04-067939-6 |
| 11  | 25 de febrero de 2016   | ISBN 978-4-04-068109-2 |
| 12  | 25 de julio de 2016     | ISBN 978-4-04-068416-1 |
| 13  | 25 de enero de 2017     | ISBN 978-4-04-069016-2 |
| 14  | 25 de agosto de 2017    | ISBN 978-4-04-069343-9 |

### Manga
| N.º | Fecha de lanzamiento    | ISBN                   |
| --- | ----------------------- | ---------------------- |
| 1   | 22 de marzo de 2014     | ISBN 978-4-04-066296-1 |
| 2   | 23 de agosto de 2014    | ISBN 978-4-04-066832-1 |
| 3   | 23 de febrero de 2015   | ISBN 978-4-04-067259-5 |
| 4   | 23 de junio de 2015     | ISBN 978-4-04-067553-4 |
| 5   | 23 de enero de 2016     | ISBN 978-4-04-067874-0 |
| 6   | 23 de junio de 2016     | ISBN 978-4-04-068278-5 |
| 7   | 23 de diciembre de 2016 | ISBN 978-4-04-068576-2 |
| 8   | 23 de junio de 2017     | ISBN 978-4-04-069248-7 |
| 9   | 22 de noviembre de 2017 | ISBN 978-4-04-069533-4 |
| 10  | 23 de junio de 2018     | ISBN 978-4-04-069826-7 |
| 11  | 21 de noviembre de 2018 | ISBN 978-4-04-065247-4 |
| 12  | 22 de junio de 2019     | ISBN 978-4-04-065488-1 |
| 13  | 23 de diciembre de 2019 | ISBN 978-4-04-064298-7 |